# Maria Dolgorukova
Maria Dolgorukova, född 1601, död 1625, var en rysk tsaritsa, gift med tsar Mikael I av Ryssland. 
Maria var dotter till bojaren Vladimir Timofejevitj Dolgorukov och Maria Vasilievna Barbashina-Shuiskaja. 
Hon blev år 1623 utvald till tsaren av hans mor Ksenija Sjestova. Hon valdes ut på grund av hennes familjs kontakter efter en lång tids svårigheter att finna en brud åt tsaren. Bröllopet ägde rum 19 september 1624. Strax efter bröllopet insjuknade hon. Hon avled i barnsäng 17 januari 1625 fyra månader efter bröllopet. 